# Matetsi
Koordinaten: 18° 5′ S, 25° 52′ O
Matetsi ist ein kleiner Ort in der simbabwischen Provinz Matabeleland North. Er liegt an der Straße und Eisenbahnlinie von Hwange nach Victoria Falls. Der Ort hat eine asphaltierte, 2000 m lange Landebahn mit Terminal. Dieser Flugplatz dient dem Tourismus im Hwange-Nationalpark und am Sambesi.
In Matetsi gibt es zudem eine riesige private Hotelanlage mit verschiedenen Lodges, einem 50.000 ha großen Tierpark und 15 km Ufer am Sambesi. Die Anlage wird meist in Verbindung mit einem Abstecher in das Okawango-Delta gebucht. Daneben und direkt an den Hwange-Nationalpark anschließend gibt es den staatlichen Park Matetsi Deka Safari Area, der wie Thuli, Chirisa und Chete ein touristisches Jagdgebiet ist.